# Шевченко, Андрей Степанович
Андрей Степанович Шевченко (29 июня 1911, Деньги, Полтавская губерния, Российская империя — 10 апреля 1996) — советский и украинский учёный, академик ВАСХНИЛ (1960).

## Биография
Родился 29 июня 1911 года в селе Деньги.
Окончил Киевский сельскохозяйственный институт в 1933 году.
Научный сотрудник (агроном) опытного поля Украинского НИИ земледелия (1934—1939). Заведующий отделом с.-х. наук (1939—1940), заместитель ответственного (главного) редактора (1940—1941), ответственный редактор (1941, 1943—1947) газеты «Колхозник Украины».
В годы Великой Отечественной войны участник партизанского движения, начальник радиостанции им. Т. Г. Шевченко (1941—1943).
С 1947 по 1964 год на партийной работе. В 1950—1953 гг. помощник первого секретаря МК КПСС, в 1953—1964 гг. помощник первого секретаря ЦК КПСС Н. С. Хрущёва.
В 1964—1989 старший научный сотрудник отдела экономики химизации ВНИИ экономики сельского хозяйства (ВИЭСХ). С 1990 ведущий научный сотрудник-консультант консультативно-внедренческого научного центра «Агроэкономика» ВИЭСХ.
Умер 10 апреля 1996 года.

## Научная сфера
- Основные научные работы посвящены растениеводству и экономике сельскохозяйственного производства. Автор 50 научных работ, некоторые из которых опубликованы за рубежом.
- Изучал историю культуры, биологию и агротехнику кукурузы в различных климатических зонах СССР.

## Членство в обществах
- 1960—1992 — академик ВАСХНИЛ.

## Публикации
- Кукуруза. — Казань: Таткнигоиздат, 1960. — 60 с.
- На целинных землях Сибири и Казахстана. — М.: Сельхозгиз, 1960. — 48 с.
- Кукуруза: Для обмена опытом двери широко открыты. — 2-е изд., доп. — М.: Сельхозиздат, 1961. — 415 с.